# El Carmen (departement)
El Carmen is een departement in de Argentijnse provincie Jujuy. Het departement (Spaans:  departamento) heeft een oppervlakte van 912 km² en telt 84.667 inwoners.

## Plaatsen in departement El Carmen
- Agua Caliente
- Barrio El Milagro
- Barrio La Unión
- El Carmen
- Los Lapachos
- Manantiales
- Monterrico
- Pampa Blanca
- Perico
- Puesto Viejo
- San Isidro
- San Juancito